# Lara Croft and the Guardian of Light
Lara Croft and the Guardian of Light је акционо-авантуристичка игра коју је развио Crystal Dynamics, а објавила је европска подружница Square Enix за Мајкрософт Виндовс, Плејстејшн 3, Xbox 360, Андроид и iOS. Део је Томб Раидер серије, али за разлику од претходних игара, игра не носи бренд Tomb Raider и има велики нагласак на кооперативном игрању. У моду за више играча, играчи преузимају улогу или Ларе Крофт или 2000 година старог мајанског ратника по имену Тотек. Морају да раде заједно како би зауставили злог духа Ксолотла и вратили Огледало дима. Доступан је режим кампање за једног играча који не укључује карактера са вештачком интелигенцијом који се не може играти који прати или помаже Лари.
У Сједињеним Државама и Уједињеном Краљевству, Guardian of Light је објављен за Xbox Live Arcade 18. августа 2010.; објављен је месец дана касније, 28. септембра за Плејстејшн Мрежу и Стим. Иако је локална задруга била доступна у почетном издању за све верзије, онлајн задруга је касније додата. У Северној Америци, 16. децембра 2010, видео игрица је објављена за iOS уређаје који су укључивали сарадњу са Вај-Фај и Блутут опцијама. Први пакет мапа садржаја за преузимање (ДЛЦ) објављен је бесплатно на ограничено време.
Lara Croft and the Guardian of Light била је добро прихваћена од критичара. Верзија игре за Xbox 360 има просечан резултат од 85/100 и 86,36% на веб локацијама са скупом игара Метакритик и GameRankings. У септембру 2010. ИГН је Lara Croft and the Guardian of Light уврстио на четрнаесту међу својих двадесет пет најбољих Xbox Live Arcade наслова свих времена. Критичари су сматрали да игра одлично одговара Лари Крофт.  Guardian of Light је продао 98.000 копија на Xbox Live-у у првих шест недеља, а од 22. августа 2013. игра је продата у више од милион примерака на свим платформама.  Наставак, Lara Croft and the Temple of Osiris, објављен је 2014. за Мајкрософт Виндовс, Плејстејшн 4 и Xbox One. 

## Играње
За разлику од претходних серија серије, које су биле авантуристичке игре са виртуелном камером, Guardian of Light је нелинеарна „аркадно инспирисана“ акциона игра са фиксном изометријском камером, слична Tomb Raider: The Prophecy за Game Boy Advance. Игра такође садржи кооперативну игру, а играчи могу да преузму контролу над Ларом или над древним мајанским ратником по имену Тотек. Сваки лик за игру поседује јединствено оружје и вештине. Као и у неким претходним серијама, Лара задржава своје двоструке пиштоље са бесконачном муницијом и куком за хватање, коју може да користи да пређе празнине и преко које Тотек може да хода по ужету. Тотек носи копља која се могу користити и као оружје и на околину, на која се Лара може пењати. Оба лика носе неограничене "бомбе" које се могу бацити и детонирати. Гробнице се могу истражити, а неке од њих имају „загонетке за замке“ за решавање. Игра нема екране за учитавање када се ниво покрене. 
The Guardian of Light се може играти са једним играчем, а други играч може да се придружи у било ком тренутку, било онлајн или локално. У кампањи за једног играча једини лик за игру је Лара; Тотек не може помоћи, а Лара има све потребне алате заједно са новим способностима да прође кроз своју јединствену авантуру. Загонетке и делови мапе су такође различити. Креативни директор Данијел Нојбергер рекао је да је то зато што није желео да играч буде фрустриран тиме што мора да се ослони на вештачку интелигенцију. Кампања садржи осам до десет сати играња. 

### Мод са више играча
У моду са више играча, првом у серији, игра има нагласак на тимском раду. Лара може да користи Тотеков штит као преносиву платформу док га држи изнад главе. Она такође може да балансира на копљима које Тотек баца у зид, али Тотек не може, јер нису у стању да издрже његову тежину. Тотек може да хода по конопцу користећи Ларин конопац за хватање. Како игра напредује, Тотек учи од Ларе како да користи модерно оружје, као што су пушке. Када су непријатељи убијени, изнад њихових тела се појављују бодови - црвени или плави - у зависности од тога да ли је убиство постигао Лара (црвена) или Тотек (плава). Постоје сакупљачи, као што су драгуљи, разбацани по нивоима који повећавају резултат играча. Добивање високих резултата на сваком нивоу награђује играче новим оружјем и надоградњом. Да бисте додали конкурентност игри, постоји ограничен број непријатеља и драгуља на свету тако да се играчи могу такмичити да их све убију и зграбе. Режим за више играча наводно има отприлике шест до осам сати игре, у зависности од тимског рада. 

## Синопсис

### Ликови
У The Guardian of Light главни лик је Лара Крофт, измишљена енглеска археологиња и Тотек, древни ратник Маја и вођа Војске светлости. Зли дух по имену Ксолотл је антагониста. Неки од његових послушника које оживљава су: џиновски пауци, створења налик демонима и огромни тролови. Лари поново глас даје Кили Хоз, а Тотеку је нови глас дао Џим Камингс. 

### Прича
Пре две хиљаде година у древној Централној Америци, вођена је битка између Тотека, Чувара Светлости, и Ксолотла, Чувара таме. Тотекова војска је поражена када је Ксолотл искористио огледало дима да ослободи хорде ужасних створења која су се борила у његово име. Тотек је преживео битку и пронашао начин да победи Ксолотла, затворивши га у огледало дима и постао његов бесмртни чувар у облику камене статуе. У данашње време, Лара Крофт чита легенду и покушава да пронађе огледало. После дугог и опасног путовања успела је. Док прегледа огледало, група плаћеника је ухвати несвесну. Предвођени локалним војсковођама, пратили су је у храм. Не знајући или не верујући у клетву на огледалу, војсковођа је преузима од Ларе. Његово непромишљено руковање огледалом ослобађа Ксолотла. Камена статуа Тотека оживљава и упозорава Лару да Ксолотл мора бити заустављен пре светла зоре. У зависности од броја играча који учествују, Лара и Тотек или удружују снаге или иду својим путем како би покушали да зауставе Ксолотла.

## Развој
Guardian of Light није део главног бренда Tomb Raider, већ је требало да покрене нову серију једноставно под називом „Лара Крофт“. Директор бренда Карл Стјуарт рекао је: „Када је Underworld био готов, то је био крај трилогије, и нека врста краја читаве ере за нас. Направили смо корак уназад као студио и провели неколико месеци експериментишући, покушавајући да донесемо одлуку о томе како да идемо напред.” Стјуарт је такође рекао да су сви који су радили на Guardian of Light такође радили на претходне три игре (Tomb Raider: Legend, Tomb Raider: Anniversary и Tomb Raider: Underworld). Guardian of Light користи исти погон игре као Tomb Raider: Underworld и садржи светлосне ефекте у реалном времену, реалистичне сенке и "тоне" објеката заснованих на физици. Вегетација се њише на ветру и реагује када играч пролази кроз њу. Окружење има „леп осећај за размере “. 
Продуцент игре, Форест Ларџ, рекао је у подкасту да се Њу Орлеанс сматра локацијом; иако је због временских ограничења на крају одлучено да локација буде Централна Америка и елементи из претходних игара, као што су биљке, позајмљени су и модификовани за Guardian of Light. Crystal Dynamics је на својој Фејсбук страници навео да развој на Guardian of Light није утицао на развој следећег главног дела и поновног покретања франшизе, под називом Tomb Raider. Lara Croft and the Guardian of Light користе рециклиране музичке напомене из Legend, Anniversary и Underworld композитора Троелса Бруна Фолмана и Колина О’Мелија. 

## Издање
Lara Croft and the Guardian of Light приказана је на Е3 2010 14. јуна 2010. То је наслов само за преузимање и објављен је на Мајкрософтов Xbox Live Arcade 18. августа 2010. Првобитно, кооперативна онлајн игра је требало да буде омогућена 28. септембра, на дан објављивања за компјутер и Плејстејшн Мрежу. Међутим, онлајн кооператива је одложена за све три платформе до каснијег датума. Карл Стјуарт је рекао: „Споразум са Мајкрософтом је да постоји прозор ексклузивности да бисмо учествовали у њиховој изузетно успешној промоцији Summer of Arcade. Тај прозор ексклузивности је четири недеље.“ Верзију за Мајкрософт Виндовс дистрибуирала је искључиво дигитална дистрибутивна платформа Стим. Онлајн задруга је стављена на располагање за Плејстешн 3 22. новембра 2010. Верзија за Мајкрософт Виндовс је такође добила онлајн кооперативно играње, а закрпљена је дан касније. У Северној Америци, 16. децембра 2010, Crystal Dynamics је објавио IOS верзију Guardian of Light за IPod, IPhone и IPad. Иако је распоред нивоа игре идентичан компјутеру, Xbox Live и Плејстејшн Мрежне верзије, садржи само 10 нивоа уместо 14, прескачући директно на ниво „Xolotl's Stronghold“ после „Twisting Bridge“ и не укључује ДЛЦ; Кооперативна игра на мрежи је доступна са Вај-Фај и Блутут опцијама. Дана 20. фебруара 2018, Мајкрософт је објавио да је Xbox 360 верзија игре сада компатибилна са Xbox One.